# غريسر
غريسر هي إحدى مدن هايتي. بلغ عدد سكانها 25,947 نسمة وذلك حسب إحصائيات سنة 2003. يبلغ ارتفاع المدينة عن سطح البحر قرابة 16 متر ومساحتها 89.8 كم².

## أعلام
- فابريس نويل